# Vadul Turcului
Vadul Turcului (en rumano: Vadul Turcului) o Vadaturkovo (en ruso: Вадатурково; en ucraniano: Вадатурково) es una comuna y pueblo ubicado en la parcialmente reconocida República de Transnistria, dentro del distrito de Rîbnița, aunque de iure pertenece a Moldavia. 

## Toponimia
Su nombre significa "vado turco" en rumano. Otros nombres históricos del pueblo existen en polaco: Wadyturkuł.

## Geografía
La comuna se compone de dos pueblos: Vadul Turcului y Molochișul Mic (en ruso: Малый Молокиш; en ucraniano: Малий Молокіш).     

## Historia
Wadyturkuł era una aldea privada de la familia Lubomirski del voivodato de Brátslav durante los tiempos de la Mancomunidad polaco-lituana. En 1793, cuando Polonia fue dividida entre el reino de Prusia y el Imperio ruso, el pueblo pasó a manos de los rusos.
En agosto de 1905, los campesinos desesperados exigieron la distribución de las tierras como parte de la revolución rusa de 1905 (se enviaron tropas de Balta para reprimirlos).
En 1924, Slobozia-Rașcov pasó a formar parte del óblast autónomo de Moldavia, que pronto se convirtió en la República Socialista Soviética Autónoma de Moldavia, y en la República Socialista Soviética de Moldavia en 1940 durante la Segunda Guerra Mundial. De 1941 a 1944, Slobozia-Rașcov fue administrada por el reino de Rumania como parte de la gobernación de Transnistria.
En 1950 se construyó una central hidroeléctrica en el río Biloch. En 1976, la aldea de Vadaturkovo pasó a llamarse Vadul Turcului. Sin embargo, estando bajo control de las autoridades de Transnistria, el nombre histórico de Vadaturkovo fue devuelto al pueblo el 2 de julio de 2004.

## Demografía
Según el censo de 2004, los ucranianos representaban el 54,34% de la población local; los rusos son el 33,11%; y los rumanos, el 10,9%.

## Infraestructura

### Arquitectura, monumentos y lugares de interés
Aquí se encuentra la iglesia del Nacimiento de la Santísima Virgen, una iglesia ortodoxa rusa que aparece en las monedas de oro y plata emitidas en la serie de templos ortodoxos por el Banco Central de Transnistria.